# Мейсон, Джордж
Джордж Ме́йсон IV (англ. George Mason IV, 11 декабря 1725—7 октября 1792) — американский плантатор и политик, депутат Конституционного конвента 1787 года и один из авторов Билля о правах. Один из трёх делегатов, отказавшихся подписать Конституцию США.
Мэйсон родился в 1725 году, вероятно в округе Фэрфакс, в колонии Вирджиния. Его отец Джордж Мейсон III (1690—1735) рано умер, и мать управляла собственностью до его совершеннолетия. Он женился в 1750 году, построил усадьбу Ганстон-Холл и посвятил себя сельскому хозяйству. Некоторое время служил делегатом Палаты бюргеров. Когда начался конфликт Британии с колониями, Мэйсон был делегатом 4-го и 5-го Вирджинских конвентов (1775 и 1776). В 1776 году он подготовил проект Вирджинской декларации прав и в основном им составлен текст, одобренный в итоге Конвентом. Когда разрабатывался проект Конституции Вирджинии, одобрение получила версия Мейсона, а не Джефферсона. Когда началась Война за независимость, он служил в Палате делегатов Вирджинской ассамблеи, но отказался стать депутатом Континентального конгресса, ссылаясь на плохое здоровье и семейные проблемы.
В 1787 году он стал одним из делегатов Конституционного конвента в Филадельфии, что стало его единственным путешествие за пределы Вирджинии. Он проработал несколько месяцев, но пришёл к выводу, что не готов подписать итоговый вариант Конституции. Отсутствие Билля о правах казалось ему главным недостатком Конституции. Он так же настаивал на незамедлительном запрете работорговли. Ему не удалось отстоять свои идеи на Конвенте 1787 года, как и на Вирджинском ратификационном конвенте 1788 года, но его настойчивость в отстаивании необходимости Билля о правах привела к тому, что Джеймс Мэдисон настоял на их принятии на Конгрессе 1789 года. Билль был ратифицирован в 1791 году, за год до смерти Мэйсона. После смерти Мэйсон был забыт общественностью, но о нём вспомнили в XX и XXI веках, когда получил признание его вклад в политическую историю США и Вирджинии.

## Происхождение и ранние годы
Род Мэйсонов происходил из Англии, где они одно время жили в городе Стратфорд-апон-Эйвон. Судя по фамильным склепам Троицкой церкви, Мэйсоны  жили там с XVII века до 1869 года. Один из них, полковник Джордж Мейсон (1629—1686), был участником Английской гражданской войны, командовал отрядом кавалерии в армии Карла II, и присутствовал при разгроме Карла в сражении при Вустере. Ему удалось скрыться, после чего он вместе с братом нашёл корабль, идущий в Вирджинию и стал одним из эмигрантов-лоялистов, покинувших Англию в те годы. Они высадились в Норфолке, где его брат женился, а Джордж переехал на берег реки Потомак и поселился там. В 1675 году он был избран в Ассамблею колонии. Он умер предположительно в 1686 году. Его сын Джордж Мейсон II (1660—1716) унаследовал плантацию отца. В 1692 году он был шерифом округа Стаффорд.

### Статьи
- Bailey, Kenneth P. George Mason, Westerner (англ.) // The William and Mary Quarterly. — Omohundro Institute of Early American History and Culture, 1943. — Vol. 23, iss. 4. — P. 409-417. — doi:10.2307/1923192.
- Riely, Henry C. George Mason (англ.) // The Virginia Magazine of History and Biography. — Virginia Historical Society, 1934. — Vol. 42, iss. 1. — P. 1-17.